# 1989 في جمهورية أيرلندا
فيما يلي قوائم الأحداث التي وقعت خلال عام 1989 في جمهورية أيرلندا.

## سياسة

### تعيين في المنصب
- 29 يونيو – آلان الدوقات نائب دييل.
- 29 يونيو – ألبرت رينولدز نائب دييل.
- 29 يونيو – أوستن كوري نائب دييل.
- 29 يونيو – إندا كيني نائب دييل.
- 29 يونيو – بريان كوين نائب دييل.
- 29 يونيو – بيرتي أهرن نائب دييل.
- 29 يونيو – تشارلز هوهي نائب دييل.
- 29 يونيو – جاريت فيتزجيرالد نائب دييل.
- 29 يونيو – جون أوكونيل نائب دييل.
- 29 يونيو – جون بروتون نائب دييل.
- 29 يونيو – سيل دي فاليرا نائب دييل.
- 29 يونيو – شون تريسي نائب دييل.
- 29 يونيو – شيموس باتيسون نائب دييل.
- 29 يونيو – ماري أورورك نائب دييل.
- 29 يونيو – ماري هارني نائب دييل.
- 29 يونيو – مايكل دانييل هيجينز نائب دييل.
- 29 يونيو – مايكل سميث نائب دييل.
- 29 يونيو – مايكل كينيدي نائب دييل.

### انتهاء فترة المنصب
- 25 مايو – آلان الدوقات نائب دييل.
- 25 مايو – ألبرت رينولدز نائب دييل.
- 25 مايو – إندا كيني نائب دييل.
- 25 مايو – بريان كوين نائب دييل.
- 25 مايو – بيرتي أهرن نائب دييل.
- 25 مايو – تشارلز هوهي نائب دييل.
- 25 مايو – توماس فيتزباتريك نائب دييل.
- 25 مايو – جاريت فيتزجيرالد نائب دييل.
- 25 مايو – جون بروتون نائب دييل.
- 25 مايو – سيل دي فاليرا نائب دييل.
- 25 مايو – شون تريسي نائب دييل.
- 25 مايو – شيموس باتيسون نائب دييل.
- 25 مايو – ماري أورورك نائب دييل.
- 25 مايو – ماري هارني نائب دييل.
- 25 مايو – مايكل دانييل هيجينز نائب دييل.
- 25 مايو – مايكل سميث نائب دييل.
- 25 مايو – مايكل كينيدي نائب دييل.
- 5 يوليو – ماري روبنسون عضو مجلس الشيوخ من أيرلندا.

## أفلام
من الأفلام التي صدرت هذه السنة في جمهورية أيرلندا:
- 1 يناير – قدمي اليسرى من إخراج جيم شيريدان.

## مواليد

### مايو
- 20 مايو – غراهام كاري لاعب كرة قدم أيرلندي.[1]
- 29 مايو – ديفيد مايلر لاعب كرة قدم أيرلندي.[2]

### يونيو
- 7 يونيو – جون جو نيفين ملاكم أيرلندي.

## وفيات

### أغسطس
- 3 أغسطس – دومينيك بيهان (مواليد 1928) كاتب أيرلندي.[3]

### ديسمبر
- 22 ديسمبر – صمويل بيكيت (مواليد 1906)[4]